# Surimono

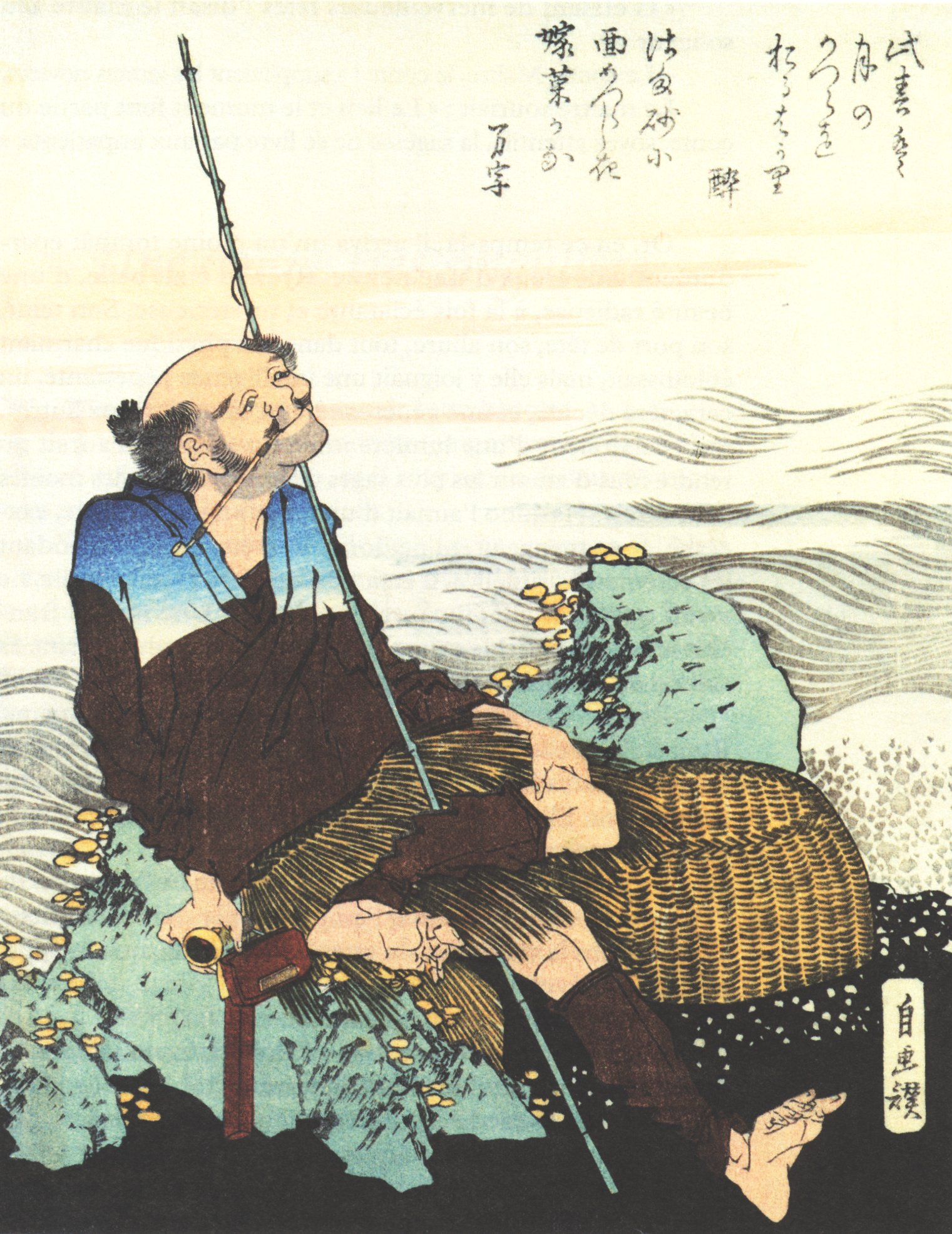
Hokusai : surimono.

Les surimono (摺物) sont de luxueuses estampes japonaises, jouant le rôle de cartes de vœux, et imprimées à titre privé.

## Origine
Les ancêtres des surimono sont les egoyomi, ces calendriers sous forme de luxueuses estampes édités à titre privé également, en particulier à partir de 1765. De 1765 à sa mort, Harunobu réalisa de très nombreux egoyomi de très haute qualité qui débouchèrent sur l'invention des estampes de brocart. C'est donc durant l'époque Edo que le surimono modifie profondément l'art de l'estampe au Japon.

## Caractéristiques
Comme les egoyomi, les surimono étaient édités en peu d'exemplaires, toujours luxueux, pour être offerts à l'occasion d'une réunion ou d'une fête. Comme les egoyomi, leur faible tirage et leur caractère privé les faisaient échapper aux rigueurs de la censure. Comme les egoyomi, ils sont de petit format et comportent souvent une signification cachée. Leur format shikishiban, de 20 × 18 cm, est cependant beaucoup plus carré que celui des egoyomi. En revanche, ils n'ont pas comme les egoyomi le rôle premier de calendrier mais sont plutôt utilisés pour marquer une grande occasion : Nouvel An, événement particulier, entre autres. Ce qui fait une des spécificités des surimono, ce sont les techniques d’impression particulièrement somptueuses et une palette de couleurs très riche incluant des pigments métalliques, des rehauts de poudres métalliques, de poudre argentée, etc.
Les plus grands noms de l’estampe se sont souvent prêtés à l’exercice, comme Katsushika Hokusai (1760-1849) ; Kitagawa Utamaro (1753-1806) ; Utagawa Kunisada (1786-1865) ; Yashima Gakutei (actif 1815-1852) ou encore Totoya Hokkei (1780-1850).

## Usage

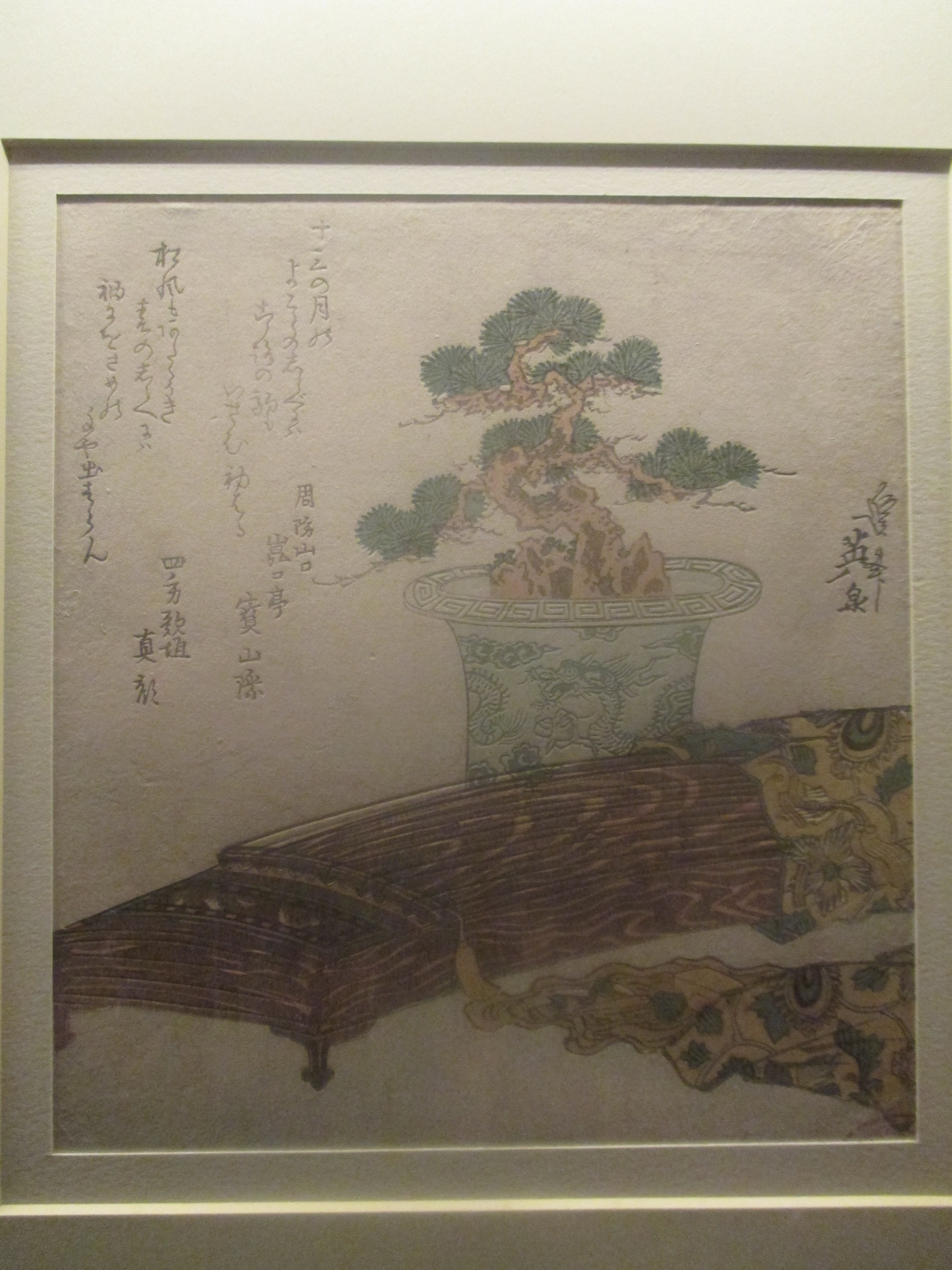
Bonzaï de pin de Yashima Gakutei.

Apparus vers 1765, l'usage des surimono a perduré pendant environ un siècle. Ils étaient la plupart du temps commandités par des cercles littéraires, pour illustrer le poème gagnant d'un concours de poésies. La gravure sur bois des caractères kanjis du poème était donc en soi une prouesse technique, étant donné le petit format utilisé par les surimono. 
Il arrivait aussi que des acteurs de kabuki commanditent l'impression de surimono pour commémorer un événement important de leur carrière, tel qu'un changement de nom, ou encore les débuts sur scène de leur fils.

## Expositions
- Le musée Rietberg à Zurich a présenté une exposition de surimono du 7 décembre 2008 au 13 avril 2009.
- Le musée Guimet à Paris a présenté une exposition exhaustive[Quoi ?] de surimono de janvier à avril 2016.
- Le musée de l'histoire de Katowice (Muzeum Historii Katowic) à Katowice a présenté une exposition de surimono du 8 décembre 2019 au 17 mai 2020.